# Кунлонг (округ)
Кунлонг — округ штату М'янми Шан. Він поділяється на 2 райони та 458 сіл.

## Адміністративний поділ
1. Кунлон (Kunlong)
2. Хопан (Hopang)